# Ivan Runje
Ivan Runje (Spalato, 9 ottobre 1990) è un ex calciatore croato, di ruolo difensore.

## Carriera

### Club
Runje ha iniziato la carriera in patria, nel Mosor. Nel 2011 si trasferisce in Danimarca, al Nordsjælland. Nella prima stagione colleziona 6 presenze, vincendo il campionato. La stagione successiva il Nordsjælland partecipa alla Champions League, venendo eliminato nella fase gironi. Lui gioca tutte le 6 partite.

## Statistiche

### Presenze e reti nei club
| Stagione            | Club                | Campionato          | Campionato | Campionato | Coppe nazionali | Coppe nazionali | Coppe nazionali | Coppe continentali | Coppe continentali | Coppe continentali | Supercoppe | Supercoppe | Supercoppe | Totale | Totale |
| Stagione            | Club                | Comp                | Pres       | Reti       | Comp            | Pres            | Reti            | Comp               | Pres               | Reti               | Comp       | Pres       | Reti       | Pres   | Reti   |
| ------------------- | ------------------- | ------------------- | ---------- | ---------- | --------------- | --------------- | --------------- | ------------------ | ------------------ | ------------------ | ---------- | ---------- | ---------- | ------ | ------ |
| 2011-2012           | Nordsjælland        | SL                  | 7          | 0          | CD              | 0               | 0               | UEL                | 0                  | 0                  | -          | -          | -          | 0      | 0      |
| 2012-2013           | Nordsjælland        | SL                  | 17         | 0          | CD              | 0               | 0               | UCL                | 6                  | 0                  | -          | -          | -          | 23     | 0      |
| Totale Nordsjælland | Totale Nordsjælland | Totale Nordsjælland | 24         | 0          |                 | 0               | 0               |                    | 6                  | 0                  |            | -          | -          | 30     | 0      |

### Cronologia presenze e reti in nazionale
| Cronologia completa delle presenze e delle reti in nazionale ― Croazia under 21 | Cronologia completa delle presenze e delle reti in nazionale ― Croazia under 21 | Cronologia completa delle presenze e delle reti in nazionale ― Croazia under 21 | Cronologia completa delle presenze e delle reti in nazionale ― Croazia under 21 | Cronologia completa delle presenze e delle reti in nazionale ― Croazia under 21 | Cronologia completa delle presenze e delle reti in nazionale ― Croazia under 21 | Cronologia completa delle presenze e delle reti in nazionale ― Croazia under 21 | Cronologia completa delle presenze e delle reti in nazionale ― Croazia under 21 |
| Data                                                                            | Città                                                                           | In casa                                                                         | Risultato                                                                       | Ospiti                                                                          | Competizione                                                                    | Reti                                                                            | Note                                                                            |
| ------------------------------------------------------------------------------- | ------------------------------------------------------------------------------- | ------------------------------------------------------------------------------- | ------------------------------------------------------------------------------- | ------------------------------------------------------------------------------- | ------------------------------------------------------------------------------- | ------------------------------------------------------------------------------- | ------------------------------------------------------------------------------- |
| 5-2-2013                                                                        | Pola                                                                            | Croazia under 21                                                                | 2 – 3                                                                           | Paesi Bassi under 21                                                            | Amichevole                                                                      | -                                                                               | 50’                                                                             |
| Totale                                                                          |                                                                                 | Presenze                                                                        | 1                                                                               |                                                                                 | Reti                                                                            | 0                                                                               |                                                                                 |

## Palmarès

### Club

#### Competizioni nazionali
- Campionato danese: 1

Nordsjælland: 2011-2012